# گناه (فیلم ۱۹۱۵)
گناه (انگلیسی: Sin) فیلمی در ژانر درام به کارگردانی هربرت برنون است که در سال ۱۹۱۵ منتشر شد.